# Charles Winninger
Charles Winninger (Athens, 26 maggio 1884 – Palm Springs, 27 gennaio 1969) è stato un attore statunitense.
Il suo nome resta legato al musical teatrale Show Boat, ma Winninger lavorò a lungo anche per il cinema in ruoli di caratterista.

## Biografia
Nato ad Athens, nel Wisconsin, recitò nel vaudeville per molti anni.
Nel 1927, ottenne il ruolo del capitano Andy nella versione originale di Show Boat. Il musical di Jerome Kern e Oscar Hammerstein II riscosse un enorme successo, tanto da restare in scena fino al 1930. Winninger fu talmente identificato con quel ruolo che, quando lo spettacolo venne ripreso nel 1932, capitan Andy non poté essere altri che lui. In seguito, Winninger ebbe anche un programma radiofonico alla NBC, Maxwell House Show Boat, che si ispirava al musical di Broadway. L'attore però, dopo tre anni di trasmissioni, lasciò nel 1934 lo spettacolo a causa di controversie con i produttori.
Nel 1936, l'Universal Pictures rifece una versione cinematografica del musical che in Italia uscì con il titolo La canzone di Magnolia, affidando ancora una volta a Winninger il ruolo del proprietario dello show boat. Dal 1936, l'attore preferì lavorare continuativamente per il cinema, diventando un caratterista tra i più quotati a Hollywood. L'unico suo film da protagonista fu Il sole splende alto (1953), dove fu diretto da John Ford.
Ritornò a Broadway solo nel 1951, per la ripresa del musical Music in the Air di Kern e Hammerstein.
Morì a Palm Springs nel 1969.

## Filmografia

### Cinema
- Mister Flirt in Wrong, regia di Vin Moore (1915)
- Lizzie's Shattered Dreams (1915)
- The Doomed Groom (1915)
- A September Mourning, regia di Henry Lehrman (1916)
- Pied Piper Malone, regia di Alfred E. Green (1924)
- The Canadian, regia di William Beaudine (1926)
- Summer Bachelors, regia di Allan Dwan (1926)
- Soup to Nuts, regia di Benjamin Stoloff (1930)
- Il fuciliere del deserto o L'ultima carovana (Fighting Caravans), regia di Otto Brower e David Burton (1931)
- The Bad Sister, regia di Hobart Henley (1931)
- Gun Smoke, regia di Edward Sloman (1931)
- God's Gift to Women, regia di Michael Curtiz (1931)
- How I Play Golf by Bobby Jones, No. 2: Chip Shots, regia di George Marshall (1931)
- L'angelo bianco (Night Nurse), regia di William A. Wellman (1931)
- Children of Dreams, regia di Alan Crosland (1931)
- Il fallo di Madelon Claudet (The Sin of Madelon Claudet), regia di Edgar Selwyn (1931)
- Flying High, regia di Charles Reisner (1931)
- Husband's Holiday, regia di Robert Milton (1931)
- Social Register, regia di Marshall Neilan (1934)
- La canzone di Magnolia (Show Boat), regia di James Whale (1936)
- White Fang, regia di David Butler (1936)
- Tre ragazze in gamba (Three Smart Girls), regia di Henry Koster (1936)
- Caffè Metropole (Café Metropole), regia di Edward H. Griffith (1937)
- Tiranna deliziosa (Woman Chases Man), regia di John G. Blystone (1937)
- Il nemico dell'impossibile (The Go Getter), regia di Busby Berkeley (1937)
- New York si diverte (You Can't Have Everything), regia di Norman Taurog (1937)
- Nulla sul serio (Nothing Sacred), regia di William A. Wellman (1937)
- Every Day's a Holiday, regia di A. Edward Sutherland (1937)
- Parata notturna (You're a Sweetheart), regia di David Butler (1937)
- L'albergo delle sorprese (Goodbye Broadway), regia di Ray McCarey (1938)
- Hard to Get, regia di Ray Enright (1938)
- Le tre ragazze in gamba crescono (Three Smart Girls Grow Up), regia di Henry Koster (1939)
- Ragazzi attori (Babes in Arms), regia di Busby Berkeley (1939)
- Partita d'azzardo (Destry Rides Again), regia di George Marshall (1939)
- Barricade, regia di Gregory Ratoff (1939)
- Se fosse a modo mio (If I Had My Way), regia di David Butler (1940)
- Al di là del domani (Beyond Tomorrow), regia di A. Edward Sutherland (1940)
- My Love Came Back, regia di Curtis Bernhardt (1940)
- Little Nellie Kelly, regia di Norman Taurog (1940)
- Un sacco d'oro (Pot o' Gold), regia di George Marshall (1941)
- Le fanciulle delle follie (Ziegfeld Girl), regia di Robert Z. Leonard e Busby Berkeley (1941)
- The Get-Away, regia di Edward Buzzell (1941)
- My Life with Caroline, regia di Lewis Milestone (1941)
- Mister Gardenia Jones, regia di George B. Seitz (1942)
- Amichevole rivalità (Friendly Enemies), regia di Allan Dwan (1942)
- L'isola delle sirene (Coney Island), regia di Walter Lang (1943)
- Tua per sempre (Hers to Hold), regia di Frank Ryan (1943)
- La signorina e il cowboy (A Lady Takes a Chance), regia di William A. Seiter (1943)
- Il carnevale della vita (Flesh and Fantasy), regia di Julien Duvivier (1943)
- Ritmi di Broadway (Broadway Rhythm), regia di Roy Del Ruth (1944)
- Sunday Dinner for a Soldier, regia di Lloyd Bacon (1944)
- La bella dello Yukon (Belle of the Yukon), regia di William A. Seiter (1944)
- Festa d'amore (State Fair), regia di Walter Lang (1945)
- Non volle dire sì (She Wouldn't Say Yes), regia di Alexander Hall (1945)
- Scandalo in famiglia (Lover Come Back), regia di William A. Seiter (1946)
- Living in a Big Way, regia di Gregory La Cava (1947)
- Scritto sul vento (Something in the Wind), regia di Irving Pichel (1947)
- The Inside Story, regia di Allan Dwan (1948)
- Give My Regards to Broadway, regia di Lloyd Bacon (1948)
- L'uomo che era solo (Father Is a Bachelor), regia di Abby Berlin e Norman Foster (1950)
- Immersione rapida (Torpedo Alley), regia di Lew Landers (1952)
- Mercato di donne (A Perilous Journey), regia di R.G. Springsteen (1953)
- Il sole splende alto (The Sun Shines Bright), regia di John Ford (1953)
- Il grande incontro (Champ for a Day), regia di William A. Seiter (1953)
- Giuoco implacabile (Las Vegas Shakedown), regia di Sidney Salkow (1955)
- Raymie, regia di Frank McDonald (1960)
- The Miracle of the White Reindeer, regia di Martin Nosseck (1960)

### Televisione
- Schlitz Playhouse of Stars – serie TV, episodio 3x40 (1954)
- The Whistler – serie TV, episodio 1x39 (1955)
- Scienza e fantasia (Science Fiction Theatre) – serie TV, episodio 2x37 (1957)